# Schatzkammer Liechtenstein

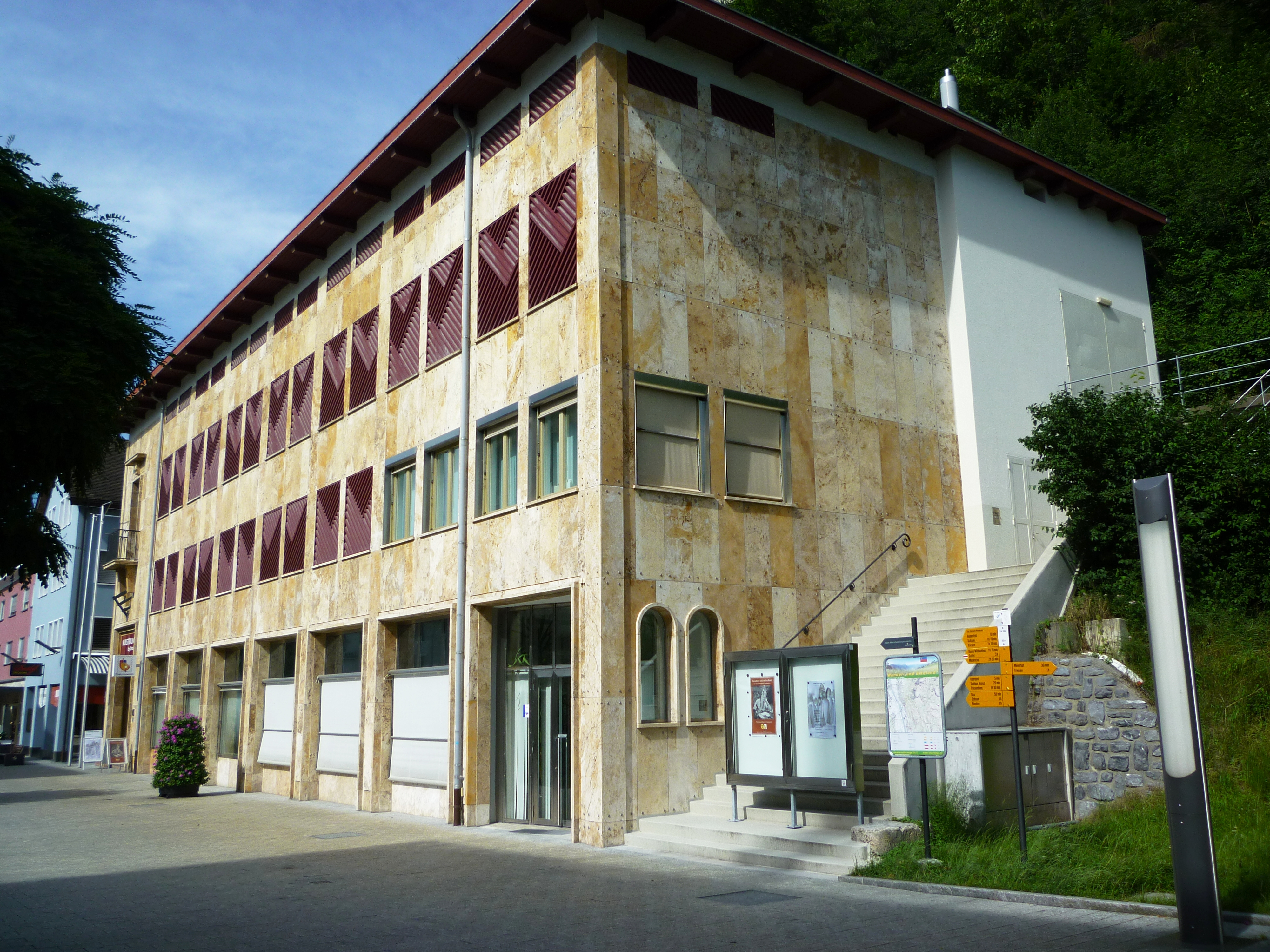
Der Engländerbau in Vaduz mit der Schatzkammer Liechtenstein im Erdgeschoss

Die Schatzkammer Liechtenstein ist ein Museum in Vaduz, das Objekte mit grossem materiellem oder grossem ideellem Wert, die mit dem Fürstentum Liechtenstein in Verbindung stehen, ausstellt. Die Ausstellungsräume befinden sich im Engländerbau im Zentrum von Vaduz und das Museum ist Teil des Liechtensteinischen Landesmuseums. 

## Geschichte
Der Engländerbau wurde seit dessen Erstellung im Jahr 1933 vielfältig genutzt. So beheimatete dieser zunächst ein englisch-amerikanisches Lotterieunternehmen, anschliessend u. a. eine Zahnfabrik und einen Radiosender. Seit 1944 ist das Gebäude im Besitz des Landes Liechtensteins und wurde seither vor allem für Kunstausstellungen sowie als Tourismusbüro genutzt. Seit 1957 ist darin auch das Postmuseum Liechtenstein untergebracht. 

Im Sommer 2014 wurden die Pläne des Liechtensteinischen Landesmuseums publik, im Engländerbau eine „Schatzkammer“ einzurichten. Nach Umbauarbeiten wurde die Schatzkammer Liechtenstein schliesslich am 31. März 2015 im Erdgeschoss des Engländerbaus eröffnet.

## Ausstellung
In der Schatzkammer Liechtenstein werden neben Objekten, die im Besitz des Landes Liechtensteins sind, auch Ausstellungsgegenstände der fürstlichen Sammlung gezeigt. Zu letzterem gehören beispielsweise historische Waffen, Jagdbesteck und repräsentative Geschenke von Königen und Kaisern wie Friedrich II. oder Kaiser Joseph II.
Ebenfalls ausgestellt werden Objekte aus der Sammlung von Adulf Peter Goop, welcher seine Sammlung im Jahr 2010 dem Land Liechtenstein geschenkt hatte. Darunter befinden sich mit dem Apfelblüten-Ei ein Fabergé-Ei und weitere mit Edelsteinen besetzte goldene Schmuckeier von Fabergé und anderen russischen Juwelieren.
Die Dauerausstellung trägt dabei den Titel „Vom Fürstentum über die Welt ins Weltall“. Und so wird in der Schatzkammer auch Mondgestein, welche der US-amerikanische Präsident Richard Nixon Liechtenstein geschenkt hatte, präsentiert.